# Amir Reza Khadem Azgadhi
Pour les articles homonymes, voir Khadem.
Amir Reza Khadem Azgadhi est un lutteur iranien spécialiste de la lutte libre né le 10 janvier 1970 à Mashhad. Il est le frère de Rasul Khadem Azgadhi.

## Biographie
Lors des Jeux olympiques d'été de 1992 et des Jeux olympiques d'été de 1996, il remporte la médaille de bronze en combattant dans la catégorie des mi-moyens. Au cours de sa carrière, il remporte  le titre de champion du monde en 1991 puis une médaille de bronze lors des Championnats du monde de 1990.